# Down Under
Down Under (ungefär "nere på undersidan") är ett engelskspråkigt uttryck som syftar på Australien och kommer från landets position på södra halvklotet liksom dess särdrag i vid bemärkelse i förhållande till Storbritannien.
Den australiensiska rockgruppen Men at Work hade 1983 en hit med låten "Down Under", som hade refrängen: "Do you come from a land down under? Where women glow and men plunder?"